# マリヤ・ヤロスラヴナ (リトアニア大公妃)
マリヤ・ヤロスラヴナ（ロシア語: Мария Ярославна、生没年不詳）は、リューリク朝最後のヴィテプスク公ヤロスラフ・ヴァシリエヴィチの唯一の娘である。リトアニア大公アルギルダスの最初の妻となった。

## 生涯
その生涯について知られるところは少ない。おそらく、1317年ごろにアルギルダスと結婚したと推定されている。マリヤは、ヴィテプスク公国の唯一の相続人であり、1345年頃に父のヤロスラフが死亡した後、ヴィテプスク公国はアルギルダスの手に渡った。
マリヤはその生涯のうちに、5人の息子と、少なくとも1人の娘を産んだ。子らは全員がルーシの地で養育され、正教徒として洗礼を受けた。マリヤの死（1346年？）の後、アルギルダスはトヴェリ大公アレクサンドルの娘・ウリアナ（イウリアニヤ）(ru)と再婚した。アルギルダスの死後、マリヤの子らとウリアナの子らは、リトアニア大公位をめぐる闘争を繰り広げることとなる。

## 子
（子の名はリトアニア語準拠表記、公位は便宜上ロシア語準拠表記を用いている）
- アンドリュス（1325年頃 - 1399年） - ポロツク公・プスコフ公
- ドミトリユス（? - 1399年） - ブリャンスク公
- ヴラディミラス（? - 1398年以後） - キエフ公
- コンスタンティナス（1331年頃 - 1388/92年） - チェルニゴフ公
- フィオドラス（1332/3年頃 - 1394/1400年） - ラトノ公・コブリン公
- アグリピナ(ru)（1334年頃 - 1393年） - ゴロデツ公ボリス(ru)と結婚